# Kangchenjunga
Il Kangchenjunga è la terza montagna più elevata della Terra con i suoi 8586 m s.l.m. Situata al confine fra il Nepal e lo Stato indiano del Sikkim, è la cima più alta dell'India, il più orientale degli ottomila dell'Himalaya e, dal 1838 al 1849, ritenuta la vetta più elevata del pianeta, fino a quando rilevamenti britannici appurarono che Everest e K2 erano più elevati.

## Toponimo
L'origine del termine Kangchenjunga è incerta e controversa, ma una delle versioni più diffuse è quella che attribuisce alla parola la traduzione "cinque forzieri della grande neve" con riferimento ai cinque picchi di cui è composto il massiccio.

## Conformazione
Il Kangchenjunga è costituito da cinque cime:
- Cima Principale, a nord, 8.586 m
- Cima Ovest o Yalung Kang, 8.505 m
- Cima Centrale, 8.482 m
- Cima Sud, 8.476 m
- Kangbachen, 7.902 m.[2]

Il Kangchenjunga ha una forma piramidale, con due facce trapezoidali e due triangolari opposte. La cresta sommitale è lunga circa 1,5 km, da nord-ovest a sud-est. È delimitata a nord dalla cima principale, a sud dalla cima sud e a metà vi si trova la cima centrale. Dalla cima principale a nord si dipartono due creste:
- la cresta ovest, lungo la quale si trova il Colle Ovest, la cima ovest (Yalung Kang) e il Kangbachen
- la cresta nord, collegata al Colle Nord, e da cui si diparte una cresta secondaria che procede verso est.

Dalla cima sud si dipartono le altre due creste:
- la cresta sud-ovest, collegata al Colle Sud
- la cresta sud-est.

La linea di confine tra Nepal e India passa per la cresta nord, la cresta sommitale e la cresta sud-ovest.
Anche le pareti, come le creste, sono quattro:
- parete sud-ovest, nepalese, si affaccia sul ghiacciaio Yalung e a circa 7.500 metri forma una sorta di pianoro detto Great Shelf
- parete nord-ovest, nepalese, sui ghiacciaio Kangchenjunga e sul Ramtang, oltre il Kangbachen
- parete sud-est, indiana, sul ghiacciaio Talung
- parete nord-est, indiana, sul ghiacciaio Zemu.

## Ascensioni

### Primi tentativi

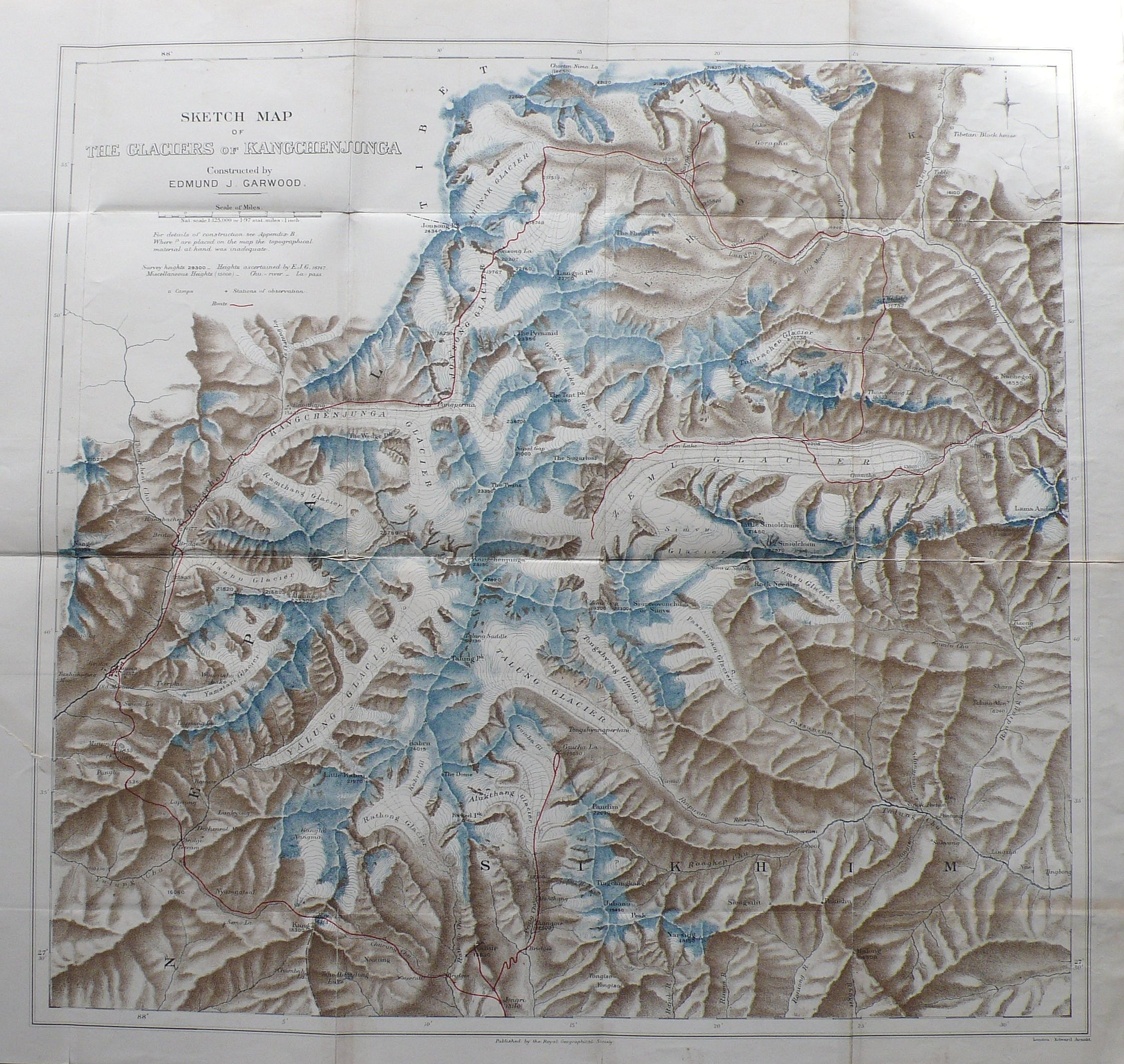
La mappa creata da Garwood sulla base della spedizione del 1899, con il tracciato dell'esplorazione in rosso

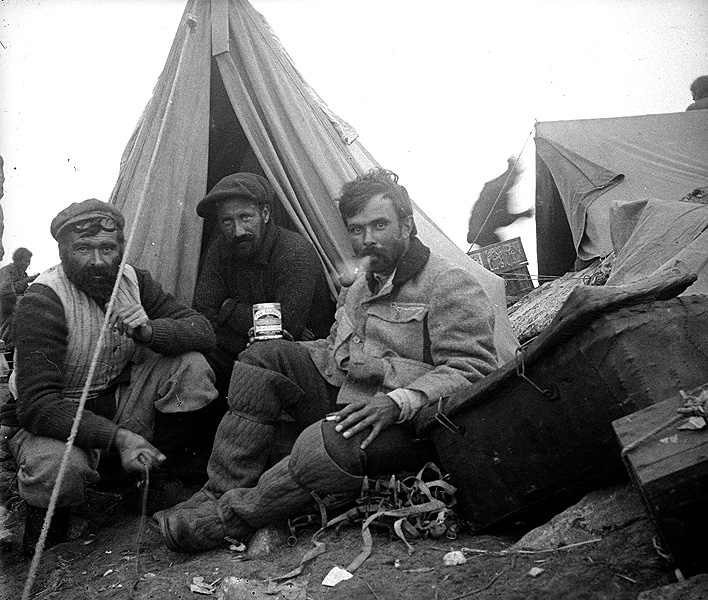
Da sinistra: Guillarmod, Reymond e Rigo De Righi durante la spedizione del 1905.

Nel 1899 l'alpinista inglese Douglas William Freshfield effettuò il primo periplo documentato del Kangchenjunga. Con lui erano, tra gli altri, Edmund Johnston Garwood, il fotografo Vittorio Sella col fratello Emilio e l'assistente Erminio Botta, la guida Angelo Maquignaz e il paṇḍit Rinzin Namgyal. Il gruppo partì il 5 settembre da Darjeeling, il 6 ottobre attraversò il passo Jongsong La e il 25 ottobre fece ritorno a Darjeeling. Durante il viaggio Garwood realizzò la prima carta geografica moderna della regione e Sella ne fotografò le montagne.
Il primo tentativo di scalata avvenne nel 1905 da parte di una spedizione internazionale guidata da Aleister Crowley e composta da Jules Jacot-Guillarmod, Charles Reymond, Alexis Pache, un ufficiale dell'esercito e l'italiano Alcesti C. Rigo de Righi. Partirono da Darjeeling l'8 agosto e tentarono la salita per il versante sud-ovest. Il 1º settembre raggiunsero quota 6.500 metri. Durante una discesa dal ghiacciaio persero la vita Pache e tre portatori e la spedizione fu conclusa.
Tra il 1929 e il 1931 tre spedizioni tentarono il Kangchenjunga, questa volta da nord. Nel 1929 e 1931 due spedizioni guidate da Paul Bauer provarono dalla cresta nord, tramite lo sperone est indiano. Nel 1930 una spedizione internazionale guidata da Günter Dyhrenfurth tentò sempre dalla cresta nord, ma raggiungendola dal versante ovest nepalese.

### Prima ascensione
La prima ascensione della cima principale fu compiuta il 25 maggio 1955 da George Band e Joe Brown, facenti parti di una spedizione inglese guidata da Charles Evans, per la parete sud-ovest. Il giorno successivo raggiunsero la vetta anche gli alpinisti Norman Hardie e Tony Streather. Le restanti quattro vette, di altezza minore, furono scalate per la prima volta tra il 1973 e il 1978 da giapponesi e polacchi.
La prima ascensione della cima ovest, detta Yalung Kang, fu compiuta il 14 maggio 1973 da Takeo Matsuda and Yutaka Ageta, facenti parte di una spedizione giapponese. Entrambi gli alpinisti persero la vita durante la discesa. Il Kangbachen fu scalato per la prima volta il 26 maggio 1974 da W. Branski, W. Klaput, M. Malatynski, K. Olech
e Z. Rubinowski, facenti parti di una spedizione polacca.
Nel 1978 una nuova spedizione polacca realizzò ancora le prime ascensioni delle cime sud e centrale. Il 19 maggio raggiunsero la vetta della cima sud Eugeniusz Chrobak e Wojciech Wroz. Il 22 maggio fu la volta della cima centrale per gli alpinisti Wojciech Branski, Andrzej Heinrich e Kazimierz Olech. La prima ascensione italiana fu compiuta il 2 maggio 1982 da Innocenzo Menabreaz e Oreste Squinobal, insieme al portatore sherpa Nga Temba, facenti parte di una spedizione italiana guidata da Franco Garda. La salita avvenne per la via normale.

### Prima ascensione femminile
La prima ascensione femminile fu effettuata dalla britannica Ginette Harrison il 18 maggio 1998, per la parete nord-ovest.

### Prima ascensione invernale
La prima ascensione invernale fu compiuta l'11 gennaio 1986 da Jerzy Kukuczka e Krzysztof Wielicki, per la via normale sulla parete sud-ovest. Durante la salita l'alpinista polacco Andrzej Czok perse la vita in seguito ad un edema polmonare.

### Incidenti
Nel seguente elenco alcuni degli incidenti alpinistici più noti.
- Nel 1991 gli alpinisti Joze Rozman e Marija Frantar perirono durante il tentativo di prima ascensione femminile. Facevano parte di una spedizione jugoslava-polacca.[17]
- Nel 1992 Wanda Rutkiewicz perse la vita sulla parete nord-ovest. Fu data per dispersa il 12 aprile, dopo essere stata vista l'ultima volta a 8.250 metri da Carlos Carsolio, che aveva raggiunto la vetta quel giorno.[18]
- Nel 1995 Benoît Chamoux e Pierre Royer furono dati per dispersi durante il tentativo alla vetta.[19]

## Vie alpinistiche

### Via normale
La via normale alla cima principale del Kangchenjunga è considerata quella del 1955 dei primi salitori, lungo la parete sud-ovest. Dal Great Shelf la via sale per il couloir detto Gangway fino a raggiungere la cresta ovest, in corrispondenza del colle tra la cima ovest e la principale. La cresta viene quindi costeggiata fino alla vetta.

### Parete sud-ovest
- Via polacca alla cima sud - 19 maggio 1978 - Prima salita di Eugeniusz Chrobak e Wojciech Wroz. Si trattò della prima ascensione della cima sud. La spedizione polacca salì per la via normale fino al Great Shelf, e da qui aprì una via sulla parete sud della cima sud. Il 22 maggio fu inoltre salita l'inviolata cima centrale, per il couloir tra la vetta principale e centrale.[12]
- Via russa alla cima sud - 15 aprile 1989 - Prima salita di M. Turkevich, V. Pastukh, R. Khaibullin e S. Bershov per una nuova via a destra di quella giapponese e polacca. Durante la spedizione fu anche aperta una nuova via alla cima centrale da Anatolij Bukreev, V. Khrichthaty, V. Balyberdin e S. Arsentiev dal campo 3. Il 9 aprile fu salita una nuova via alla cima principale dal campo 5s sul colle tra la principale e la centrale, da parte di V. Elagin, E. Klinezki, A. Sheinov e V. Koroteev. Dal 30 aprile fu infine realizzata la prima traversata di tutte le cime, in entrambi i sensi, dalla cima ovest a quella sud e viceversa.[20]

### Cresta sud-ovest
- Via slovena alla cima sud - 26-30 aprile 1991 - Prima salita di Marko Prezelj and Andrej Stremfelj. Per questa salita Prezelj e Stremfelj vinsero la prima edizione del Piolet d'Or. La via sale lungo la cresta sud-ovest che delimita a destra la parete sud-ovest. A 8.100 metri la via si ricongiunge con la via russa del 1989 e 250 metri sotto la vetta anche con la via polacca del 1978. Prezelj e Stremfelj discesero poi per la via polacca.[21][22]

### Cresta nord
Le seguenti vie sono tutte alla cima principale.
- Sperone est e cresta nord - 31 maggio 1977 - Prima salita di Major Prem Chand e di Nima Dorjee Sherpa, facenti parte di una spedizione indiana guidata dal colonnello Narinder Kumar. Si trattò della seconda salita della cima principale, ventidue anni dopo la prima ascensione.[23]
- Colle Nord e cresta nord - 16 maggio 1979 - Prima salita di Doug Scott, Peter Boardman and Joe Tasker, in parte sulla cresta e in parte sul limite sinistro della parete nord-ovest.[24]
- Variante Messner - 6 maggio 1982 - Nuova variante aperta da Reinhold Messner, Friedl Mutschlechner e Ang Dorje.[25]

### Parete nord-ovest
- Via giapponese alla cima principale - 17 maggio 1980 - Prima salita[26]
- Via jugoslava alla cima ovest - 22 aprile 1985 - Prima salita di Tomo Česen e Borut Bergant. Facevano parte di una spedizione jugoslava di quattordici elementi. Bergant perse la vita durante la discesa in seguito a una caduta, preparando una corda doppia.[27]

## Galleria d'immagini

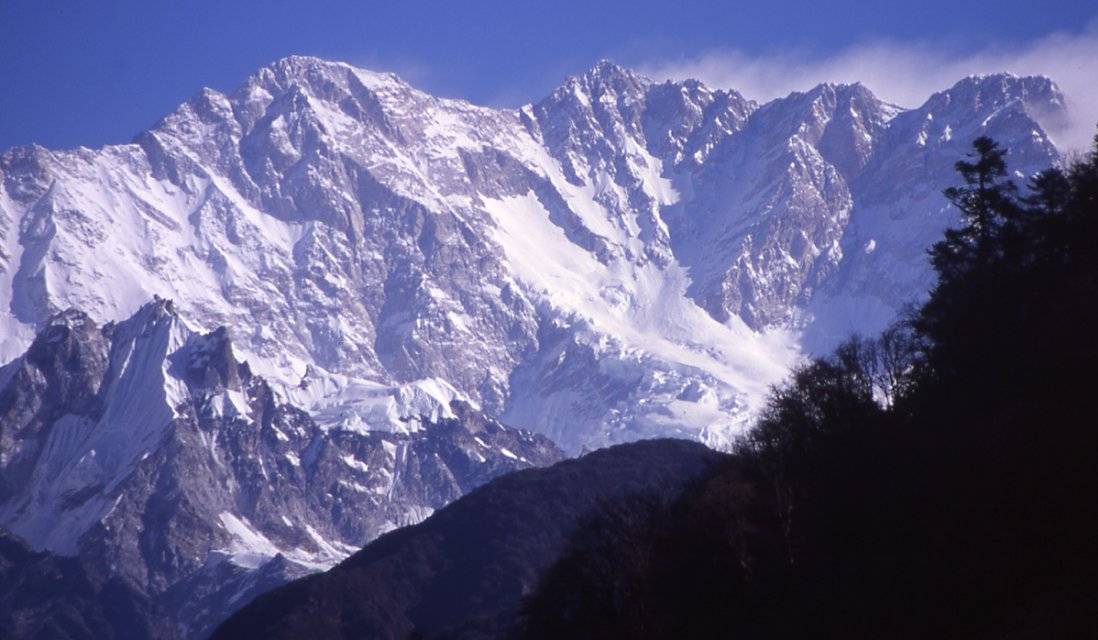
La parete sud-ovest, nepalese, dove sale la via dei primi salitori. Da sinistra sono ben visibili: la cima ovest, principale, centrale e sud.
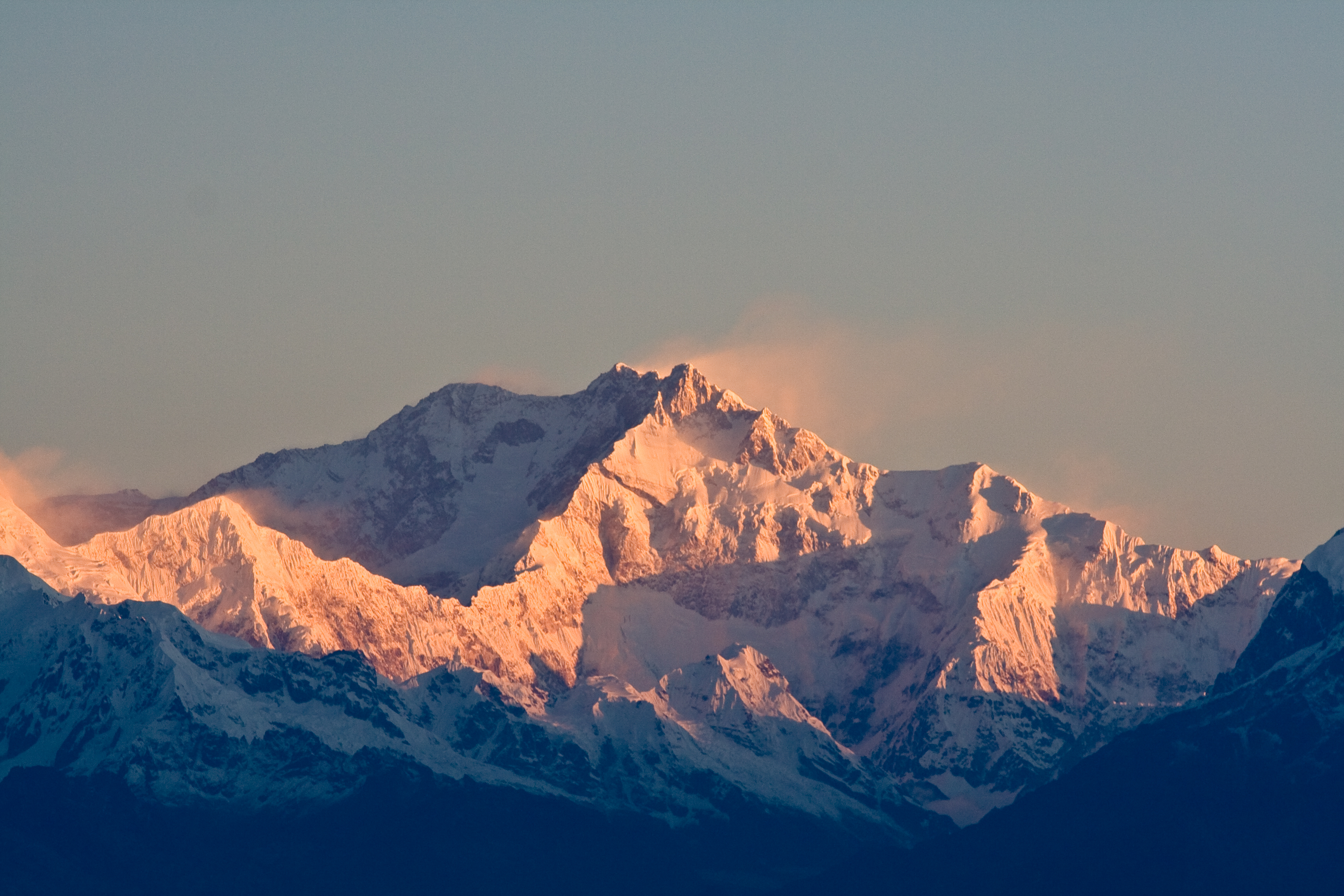
La parete sud-est (al sole), indiana, della cima sud (8.476 m), collegata per cresta alla cima principale (in ombra)
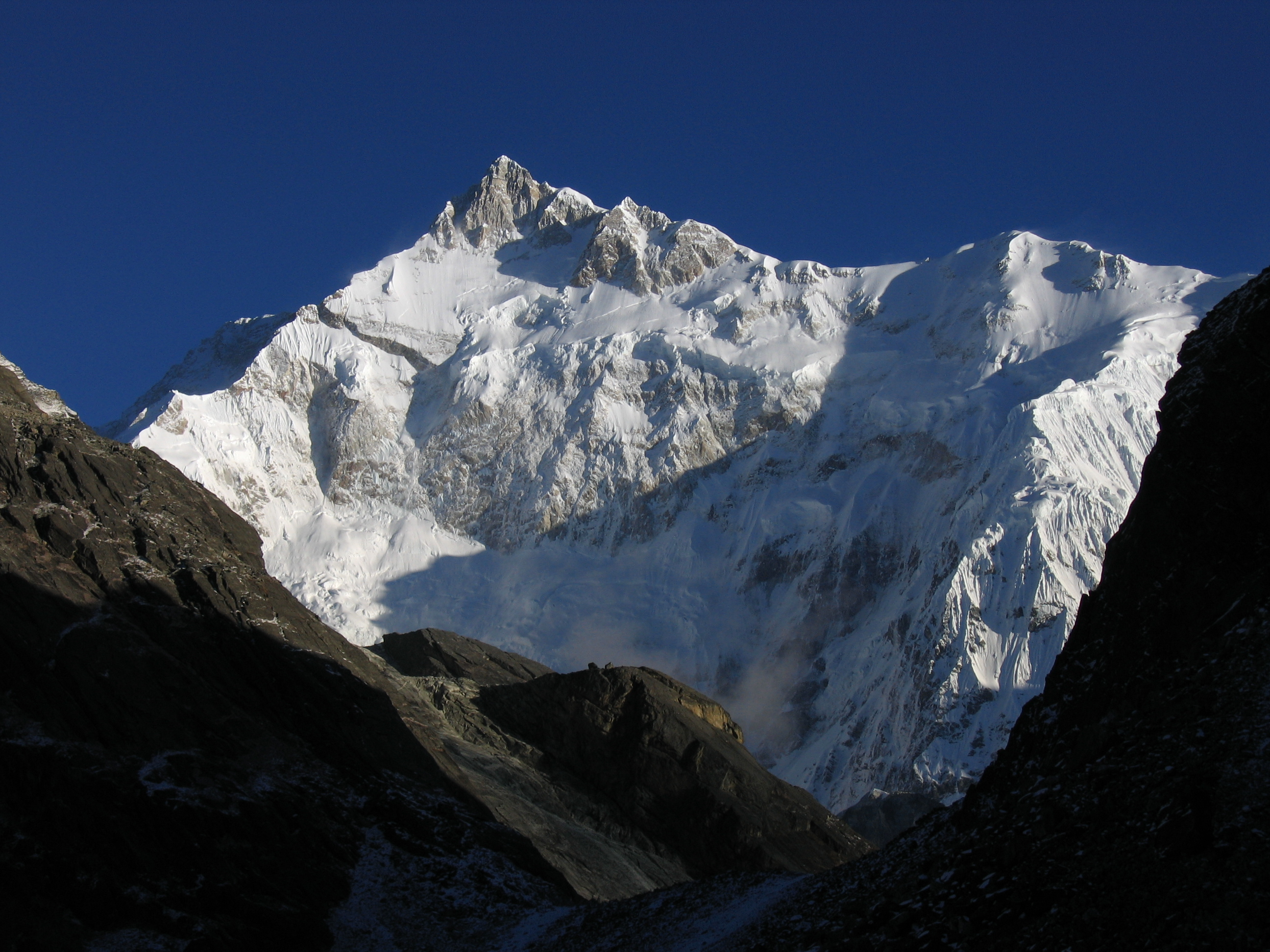
Particolare della parete sud-est della cima sud
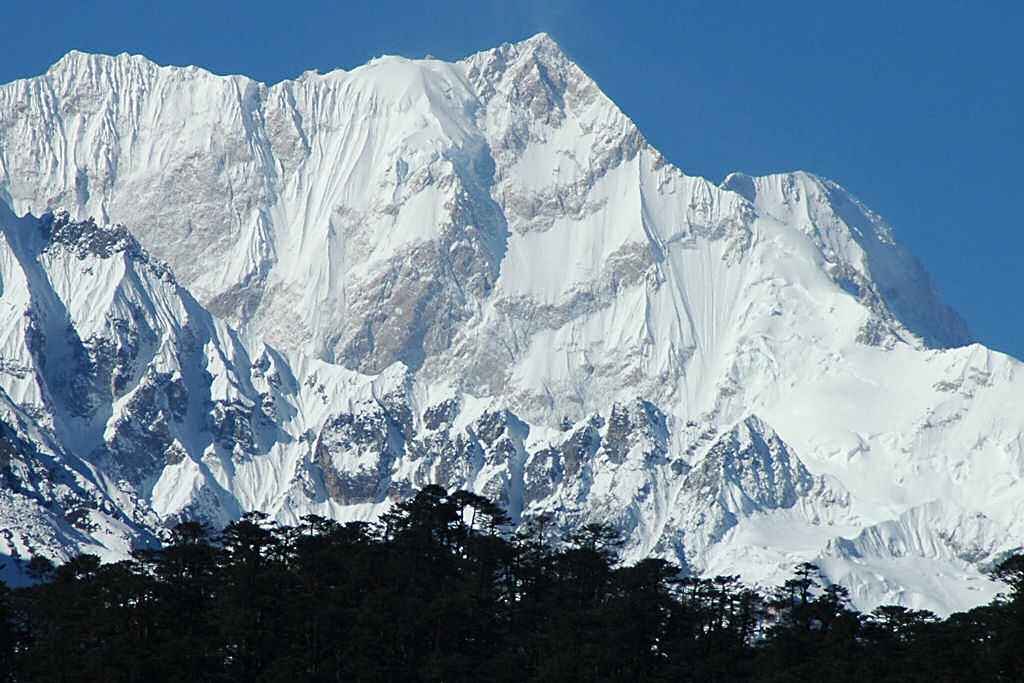
La parete nord-est, indiana
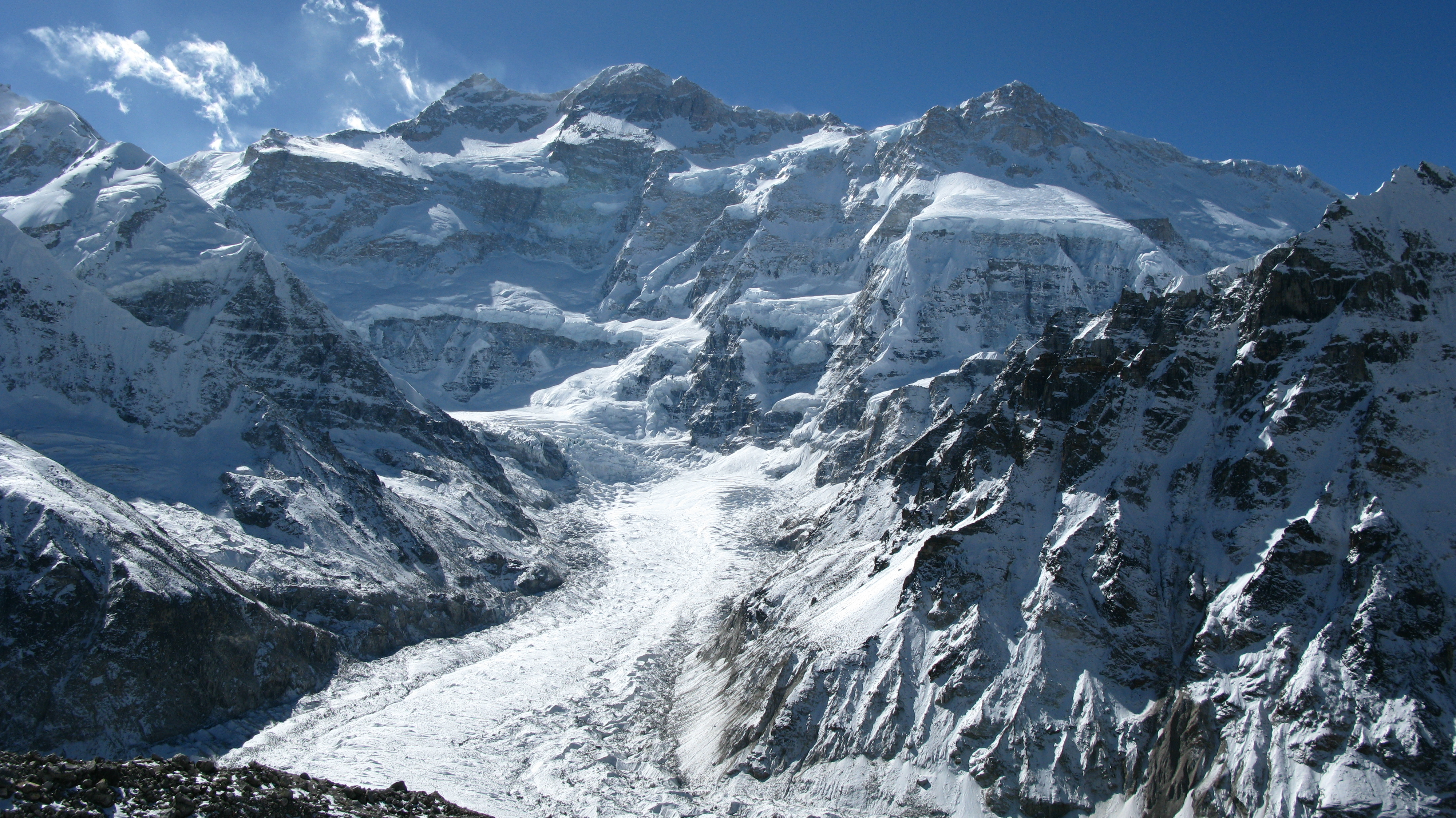
La parete nord-ovest, nepalese
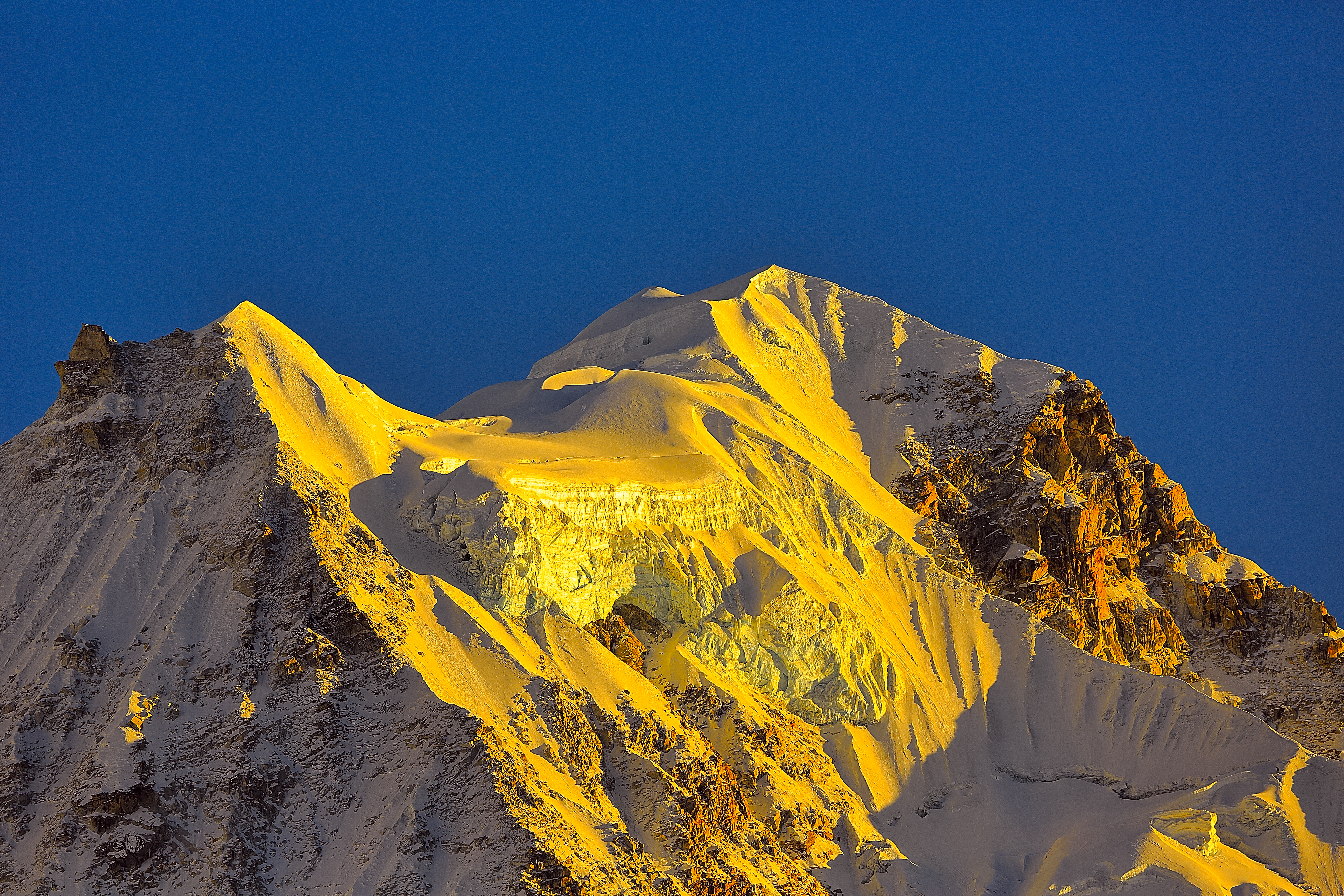
Alba sulla montagna, dal percorso verso Goecha La, Sikkim, India
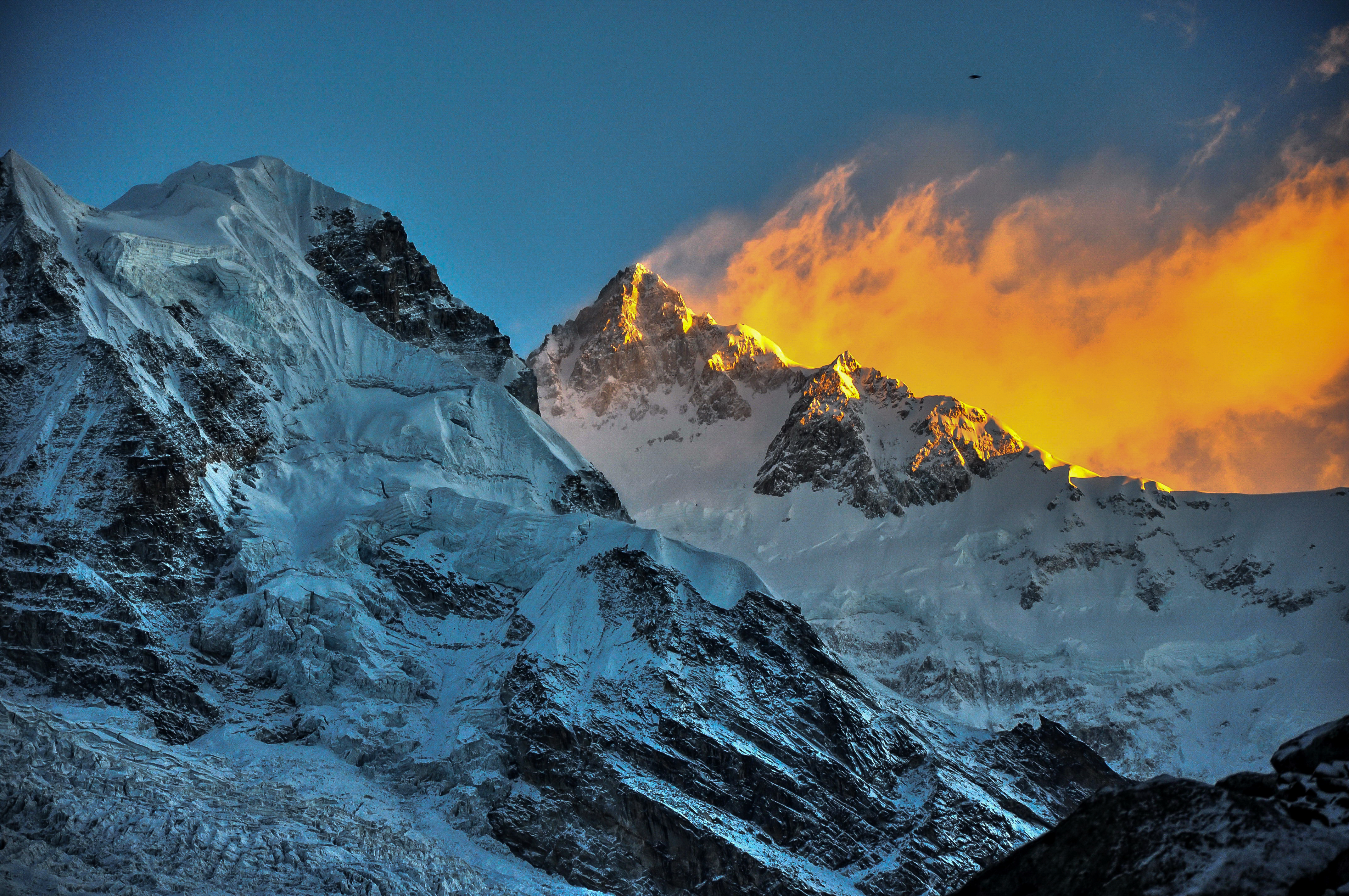
Panoramica dal percorso verso Goecha La, Sikkim, India